# Ла Вернија (Тексас)
Ла Вернија (енгл. La Vernia) град је у америчкој савезној држави Тексас. По попису становништва из 2010. у њему је живело 1.034 становника.

## Демографија
Према попису становништва из 2010. у граду је живело 1.034 становника, што је 103 (11,1%) становника више него 2000. године.
| Група             | 2000.       | 2010.       |
| Белци             | 719 (77,2%) | 771 (74,6%) |
| Афроамериканци    | 1 (0,1%)    | 7 (0,7%)    |
| Азијати           | 6 (0,6%)    | 6 (0,6%)    |
| Хиспаноамериканци | 186 (20,0%) | 227 (22,0%) |
| Укупно            | 931         | 1.034       |